# Лаума Грива
Лаума Грива (лет. Lauma Grīva; Вентспилс, 27. октобар 1984) је летонска атлетичарка, специјалиста за скок удаљ. Члан је АК Вентспилс из Вентспилса, а тренер јој је отац Марис Грива, који тренира и млађе сестре Мару (1989) и Гундегу (1991).
На Европском првенству 2010. у Барселони, поставила је нови лични рекорд од 6,60 метара, али је био кратак за два центриметра за пласма у финале.
Лаума Грива је била првак Летоније 2009. године.

## Значајнији резултати
| Год.     | Такмичење                    | Место                           | Плас.    | Рез.     |
| Летонија | Летонија                     | Летонија                        | Летонија | Летонија |
| -------- | ---------------------------- | ------------------------------- | -------- | -------- |
| 2009     | Универзијада                 | Београд, Србија                 | 15       | 6,04     |
| 2010     | Европско првенство           | Барселона, Шпанија              | 15       | 6,60     |
| 2011     | Универзијада                 | Шенџен, Кина                    | 10       | 6,22     |
| 2011     | Светско првенство у атлетици | Тегу, Јужна Кореја              | 23       | 6,27     |
| 2012     | Светско првенство у дворани  | Истанбул, Турска                | БП       | БП       |
| 2012     | Европско првенство           | Хелсинки, Финска                | 13       | 6,37     |
| 2012     | Олимпијске игре              | Лондон, Уједињено Краљевство    | 28       | 6,10     |
| 2013     | Европско првенство у дворани | Гетеборг, Шведска               | 13       | 6,34     |
| 2013     | Светско првенство            | Москва, Русија                  | 16       | 6,50     |
| 2014     | Светско првенство у дворани  | Сопот, Пољска                   | 12       | 6,29     |
| 2014     | Европско првенство           | Цирих, Швајцарска               | 23       | 6,14     |
| 2017.    | Светско првенство у атлетици | Лондон, Уједињено Краљевство    | 9        | 6,54     |
| 2018     | Светско првенство у дворани  | Бирмингем, Уједињено Краљевство | 11       | 6,34     |
| 2018     | Европско првенство           | Берлин, Немачка                 | 18       | 6,47     |

## Лични рекорди
Ово је листа личних рекорда према профилу Лауме Грива на сајту ИААФ.
| Дисциплина          | Резултат | Место     | датум         |
| ------------------- | -------- | --------- | ------------- |
| Скок удаљ           | 6,86 м   | Валмијера | 10. јун 2011. |
| Скок удаљ у дворани | 6,53 м   | Париз     | 5. март 2011  |